# Franz Luttenberger
Franz Luttenberger (* 4. August 1883 in Kroisbach, St. Margarethen an der Raab; † 3. Oktober 1937 in St. Margarethen an der Raab) war ein österreichischer Politiker (CSP).

## Leben
Franz Luttenberger besuchte nur die Volksschule und war Landwirt und Grundbesitzer in St. Margarethen an der Raab.
Von 1919 bis 1920 war er Mitglied der Konstituierenden Nationalversammlung, danach war er zehn Jahre (10. November 1920 – 1. Oktober 1930) Nationalratsabgeordneter (I., II. und III. Gesetzgebungsperiode) der Christlichsozialen Partei. Franz Luttenberger war zwischen 1921 und 1922 Mitglied der Verwaltungsstelle für das Burgenland zum Zwecke der Landnahme des Burgenlandes.